# История на психологията
Днес психологията се определя като „научно изследване на поведението и психичните процеси“. Философският интерес към човешкия ум и поведение датира от древните цивилизации на Египет, Персия, Гърция, Китай и Индия.
До около 1860 г., когато се развива като независима научна дисциплина в Германия, психологията е клон от философията. Като поле на експериментално изследване психологията започва да се развива през 1854 г. в Лайпциг Германия, когато Густав Фехнер създава първата теория за това как се правят преценки за сензорните преживявания и как да се експериментира върху тях. Теорията на Фехнер, призната днес като Теория за откриване на сигнали, предвещава развитието на статистически теории за сравнителна преценка и хиляди експерименти, базирани на неговите идеи (Link, S. W. Psychological Science, 1995). По-късно, през 1879 г., Вилхелм Вунд основава в Лайпциг, Германия, първата психологическа лаборатория, посветена изключително на психологическите изследвания в Германия. Вунд е и първият човек, който назовава себе си психолог (забележителен предшественик на Вунд е Фердинанд Юбервасер (1752 – 1812), който се определя като професор по емпирична психология и логика през 1783 г. и изнася лекции по емпирична психология в Стария университет в Мюнстер, Германия). Други важни ранни сътрудници в тази област са Херман Ебингхаус (пионер в изследването на паметта), Уилям Джеймс (американският баща на прагматизма) и Иван Павлов (който разработва процедурите, свързани с класическото кондициониране).
Скоро след развитието на експерименталната психология се появяват различни видове приложна психология. Г. Стенли Хол донася научната педагогика в САЩ от Германия в началото на 80-те години. Образователната теория на Джон Дюи от 1890-те е друг пример. Също през 1890-те Хуго Мюнстерберг започва да пише за приложението на психологията в индустрията, правото и други области. Лайтнер Уитмър създава първата психологическа клиника през 1890-те. Джеймс Маккийн Кетъл адаптира антропометричните методи на Франсис Галтън, за да генерира първата програма за психично тестване през 1890-те. Междувременно във Виена Зигмунд Фройд разработва независим подход към изучаването на ума, наречен психоанализа, което оказва голямо влияние.
През 20-ти век се наблюдава реакция на критиката на Едуард Титченър към емпиризма на Вунд. Това допринесе за формулирането на бихевиоризма от Джон Б. Уотсън, който е популяризиран от Б.Ф.Скинър. Бихейвиоризмът предлага да се наблегне на изучаването на откритото (публично наблюдавано) поведение, тъй като това може да бъде количествено и лесно измеримо. Ранните бихевиористи смятат, че изследването на „ума“ е твърде неясно за продуктивни научни изследвания. Скинър и колегите му обаче изучават мисленето като форма на скрито поведение, към което могат да прилагат същите принципи като откритото поведение.
В последните десетилетия на XX век бележи възход когнитивната наука, интердисциплинарен подход към изучаването на човешкия ум. Когнитивната наука отново разглежда „ума“ като предмет за изследване, използвайки инструментите на еволюционната психология, лингвистика, компютърни науки, философия, бихевиоризъм и невробиология. Тази форма на изследване предполага, че е възможно широко разбиране на човешкия ум и че такова разбиране може да се приложи и към други области на изследване, като изкуствен интелект.
Съществуват концептуални разделения на психологията чрез така наречените „сили“ или „вълни“, базирани на нейните школи и исторически тенденции. Тази терминология се популяризира сред психолозите, за да се разграничи нарастващият хуманизъм в терапевтичната практика от 30-те години насетне, наречен „трета сила“, в отговор на детерминистичните тенденции на поведенческия дух на Уотсън и психоанализата на Фройд. Хуманистичната психология има като важни привърженици Карл Роджърс, Ейбрахам Маслоу, Гордън Олпорт, Ерих Фром и Роло Мей. Техните хуманистични концепции са свързани също с екзистенциалната психология, логотерапията на Виктор Франкъл, позитивната психология, при която Мартин Селигман е един от водещите ѝ представители, подхода на Клауд Р. Клонингер към благосъстоянието и развитието на характера, както и с трансперсоналната психология, включващи такива понятия като духовност, самотрансцендентност, самореализация, самоактуализация и внимателност. В когнитивната поведенческа психотерапия също са включени подобни термини, чрез които „първа вълна“ се счита за първоначална поведенческа терапия; „втора вълна“, познавателната на Албърт Елис; и „трета вълна“, с терапия за приемане и ангажираност, която подчертава стремежа към ценности, методи за самосъзнание, приемане и психологическа гъвкавост, вместо да оспорва негативните мисловни схеми. „Четвърта вълна“ би била тази, която включва трансперсонални концепции и положителен разцвет, по начин, критикуван от някои изследователи за неговата хетерогенност и теоретична насоченост в зависимост от гледната точка на терапевта. Днес група изследователи, които се стремят да интегрират по-ранните концепции в обединяваща теория, предлагат „пета вълна“

## Психологията в най-ранните години на човечеството
Много култури през историята са размишлявали върху това какво са природата на ума, сърцето, душата, духа, мозъка. Например, в Древен Египет Папируса на Едуин Смит съдържа ранно описание на мозъка и някои изследвания относно неговите функции, описани в медицински. контекст. Въпреки че други медицински документи от древни времена са били пълни със благословии и приложения, предназначени да отблъснат болестотворните демони и различни суеверия. Папирусът на Едуин Смит дава лекове за почти 50 вида болести и само два от тях съдържат текстове за отблъскване на злото.
Древногръцките философи, от времето на Талес (ок. 550 г.пр.н.е.) до римския период, развиват сложна теория за това, което те наричат psuchẽ (психе) (от което произлиза първата половина на „психологията“), както и други „психологически“ термини – nous, thumos, logistikon и др. Най-важните от тях са разказите на Платон (особено в Републиката), заедно с тези на Питагор и Аристотел (особено текста За душата, по-известен с латинското си заглавие De Anima). Тристранната теория за душата на Платон, Алегория на Колесница и концепции като ерос определят последвалите възгледи на западната философия за психиката и очакват съвременни психологически предложения като идентичност на Фройд, его и супер-его и либидо до степен, че „през 1920 г. Фройд решава да представи Платон като предшественик на собствената си теория, като част от стратегия, насочена към дефиниране на научната и културна колокация на психоанализата“.
Елинистичните философи, а именно от стоиците и епикурийците се отклоняват от класическата гръцка традиция по няколко важни начина, особено по отношение на въпросите за физиологичната основа на ума. Римският лекар Гален се обръща към тези въпроси най-сложно и въздействащо от всички. Гръцката традиция повлиява на някои християнски и ислямски мисли по темата. В юдейско-християнската традиция Наръчника по дисциплина (от свитъците от Мъртво море, около 21пр. н. е.-61 г. сл.н.е.) Отбелязва разделянето на човешката природа в две крайности на достоверност и извратеността.
Уолтър М. Фрийман споделя, че томизма е философската система, обясняваща познанието, която е най-съвместима с невродинамиката, в статия от 2008 г. в списание Mind and Matter, озаглавена „Нелинейна мозъчна динамика и намерение според Аквински“.
В Азия и по специално в Китай психологията като наука има дълга история за провеждане на изследване на човешките способности на ума като част от образователната си система. През 6 век сл. н. е. Лин Сие провежда ранен експеримент, в който той моли хората да нарисуват квадрат с едната ръка и в същото време да нарисуват кръг с другата (уж, за да тестват уязвимостта на хората към разсейване). Посочва се, че това е първият психологически експеримент и следователно наченките на психологията като експериментална наука
Индия има теория за „себе си“ във своите философски писания Веданта. Освен това индииците считат човека като индивид състоящ се от различни части, известни като коши Освен това философията Санкя пояснява, че човешкия ум има 5 компонента, включително манас (долния ум), аханкара (усещане за аз-а), чита (банка на паметта на ума), буди (интелект) и атман (себе си или душа)Будистките философи са разработили няколко психологически теории (вж. Будизъм и психология), формулиращи интерпретации на ума и понятия като агрегати (скандхи), празнота (шунята), не-аз (анатта), осъзнатост (сати) и буда-природата, които са адресирани днес от теоретиците на хуманистичната и трансперсоналната психология. Няколко будистки школи са развили понятия, аналогични на тези на съвременната западна психология като несъзнавано, личностно развитие и подобряване на характера, като последното е част от Благородния осемкратен път и е изразено, например в Татрагатагарба сутра. Школите на Хинаяна като Теравада се фокусират повече върху индивидуалната медитация, а традициите в Махаяна се набляга повече върху постигането на буда-природата на мъдростта (праджна) и състраданието (каруна) при осъществяването на идеала за бодхисатва, но се затвърждава по-метафизично, в която щедростта и помощта към разумните същества е космически фундаментална. Будисткият монах и учен Д. Т. Сузуки описва значението на вътрешното просветление на индивида и самореализацията на ума. Изследователят Дейвид Германо, в дисертацията си за Лонгченпа, също показва важността на самоактуализацията в рода на обучението по Дзогчен.
През Средновековието мюсюлманските лекари разработват практики за лечение на пациенти, страдащи от различни „болести на ума“.
Ахмед ибн Сахл ал-Балхи (850 – 934) е сред първите лекари обсъждащи нарушения, свързани както с тялото, така и с ума, като твърди, че „ако нефса [психиката] се разболее, тялото също може да не открие радост в живота и в крайна сметка може да развие физическо заболяване." Ал-Балхи обяснява, че тялото и душата могат да бъдат здрави или болни, или „балансирани или дисбалансирани“. Той пише, че дисбалансът на тялото може да доведе до треска, главоболие и други телесни заболявания, докато дисбалансът на душата може да доведе до гняв, тревожност, тъга и други симптоми, свързани с нефса. Той различличава два вида на това, което днес наричаме депресия: един, причинен от известни причини като загуба или неуспех, които могат да бъдат лекувани психологически; и други, причинени от неизвестни причини, вероятно причинени от физиологични причини, които могат да бъдат лекувани чрез физикална медицина.
Ученият Ибн ал-Хайтам (Алхазен) провежда експерименти във визуалното възприятие и другите сетива, включително вариации в чувствителността, усещане за допир, възприемане на цветове, възприятие на тъмнината, психологическо обяснение на лунната илюзия и бинокулярно зрение. Ал-Бируни също използва такива експериментални методи за изследване на реакционното време. По същия начин Авицена е извършил ранна работа при лечението на заболявания, свързани с “нефса" и е разработил система за свързване на промените в пулса с вътрешните чувства. Авицена описва и явления, които сега разпознаваме като невропсихиатрични състояния, включително халюцинации, безсъние, мания, кошмар, меланхолия, деменция, епилепсия, парализа, инсулт, световъртеж и тремор.
Други средновековни мислители, които обсъждали въпроси, свързани с психологията, включват:
- Ибн Сирин, който е написал книга за сънищата и тълкуването на сънищата[32]. Ал-Кинди (Алкиндус), разработил форми на музикална терапия[33]
- Али ибн Сахл Рабан ал-Табари, разработил ал-‘илайдж ал-нефс (понякога превеждан като „психотерапия“)[34]
- Ал-Фараби (Алфарабиус), който обсъжда теми, свързани със социалната психология и изследванията на съзнанието[35].
- Али ибн Абас ал-Маджуси (Haly Abbas), описва невроанатомията и неврофизиологията.
- Абу ал-Касим ал-Захрави (Абулкасис), описва неврохирургията[36]
- Абу Райхан ал-Бируни, който описва времето за реакция[37]
- Ибн Туфаил, който предвиждаше аргумента на tabula rasa и дебат природа срещу подхранване[38]
- Ибн Зухр (Авинзоар) описва нарушения, подобни на менингит, интракраниален тромбофлебит и медиастинални зародишни тумори; Авероес приписва свойства на фоторецептора на ретината; и Маймонид описват бяс и интоксикация с беладона[39].

Еразъм Циолек Витело е един от първите откриватели на психологията на възприятията. Неговата перспектива съдържа много материал в психологията, очертавайки възгледи, близки до съвременните представи за асоциацията на идеята и за подсъзнанието.

## Основаване на съвременната психология
Много от писанията на античните философи биха били изгубени, ако не са усилията на мюсюлманските, християнските и еврейските преводачи в Дома на мъдростта, Дома на знанието и други подобни институции в ислямския златен век, чиито трудове и коментари по-късно са преведени на латински през 12 век. Не е ясно обаче как тези източници са били използвани за пръв път през Възраждането и тяхното влияние върху това, което по-късно ще се появи като медицинска дисциплина психология, което е предмет на научен дебат.

### Етимология
Първата печатна употреба на термина „психология“, тоест вдъхновена от Гърция неолатинска психология е датирана в множество произведения от 1525 г. Етимологията отдавна се приписва на немския схоластичен философ Рудолф Гьокел (1547 – 1628), често известен под латинската форма Rodolphus Goclenius), който публикува Psychologia hoc est: de hominis perfectione, animo et imprimis ortu hujus ... в Марбург през 1590. Хърватският хуманист Марко Марулич (1450 – 1524) вероятно използва термина в заглавието на латински трактат, озаглавен Psichiologia de ratione animae humanae (ок. 1520 г.). Въпреки че самият трактат не е запазен, неговото заглавие се появява в списък с произведенията на Марулич, съставен от неговия по-млад съвременник Франко Божичевич-Наталис в неговата „Vita Marci Maruli Spalatensis“ (изд. Кръстич, 1964). Терминът не е навлиза в широка употреба, докато немският философ рационалист Кристиан Волф (1679 – 1754) не го използва в своите произведения Psychologia empirica (1732) и Psychologia racalis (1734). Това разграничение между емпиричната и рационалната психология е открито в „Енциклопедия“ на Дени Дидро (1713 – 1780) и „Жан льо Рон д’Аламбер“ (1717 – 1783) (1751 – 1784) и е популяризирано във Франция от Мейн де Биран (1766 – 1824) . В Англия терминът „психология“ изпреварва думата „ментална философия“ в средата на 19 век, особено в работата на Уилям Хамилтън (1788 – 1856)

### Психологическата мисъл през Ренесанса
Ранната психология се е считала за изследване на душата (в християнския смисъл на думата).
Съвременната философска форма на психологията е силно повлияна от трудовете на Рене Декарт (1596 – 1650) и предизвиканите от него дебати и възражения в „Разсъждения върху първата философия“ (1641), публикувани в книгите му. Също така важни за по-късното развитие на психологията са неговите „Страсти на душата“ (1649) и „Трактат за човека“, завършен през 1632 г., но заедно с останалата част от „Трактат за светлината“, спряна от печат, след като Декарт разбира за осъждането на Галилей от Католическата църква, но през 1664 г. книгата е публикувана посмъртно.
Въпреки че не е образован като лекар, Декарт прави обширни анатомични изследвания на сърцата на бикове и се смята за достатъчно важен, за да беседва с Уилям Харви. Декарт е един от първите, които подкрепят модела на Харви за циркулацията на кръвта, но не се съгласява с неговата метафизична рамка, за да го обясни. Декарт прави дисекция на животни и човешки трупове и в резултат на това е запознат с изследването на кръвния поток, което води до заключението, че тялото е сложно устройство, което е способно да се движи без душата, което противоречи на „Доктрината за душата“. Появата на психологията като медицинска дисциплина получава първи голям тласък от Томас Уилис, не само в препратката му към психологията („Доктрина за душата“) по отношение на мозъчната функция, но и чрез подробната му анатомична работа от 1672 г. и неговия трактат "De anima brutorum quae hominis vitalis ac sentitiva est: exercitationes duae („Две беседи за душите на зверовете“ – което означава „зверове“). Въпреки това Уилис признава влиянието на съперника на Декарт, Пиер Гасенди, като вдъхновение за творчеството му.
Философите от британските емпиризъм и асоциационни школи оказват дълбоко влияние върху по-късния ход на експерименталната психология. Особено влиятелни са „Есето за човешкото разбиране“ на Джон Лок (1689), „Трактатът на Джордж Бъркли относно принципите на човешкото познание“ (1710) и „Трактат за човешката природа“ на Дейвид Хюм (1739 – 1740), както и „Наблюденията върху човека“ на Дейвид Хартли (1749). и „Система на логиката“ на Джон Стюарт Мил. (1843 г.).
Забележителна е също работата на някои континентални философи-рационалисти, особено на Барух Спиноза (1632 – 1677) „За подобряването на разбирането“(1662) и „Новите есета за човешкото разбиране“ на Готфрид Вилхелм Лайбниц (1646 – 1716) (завършени1705, публикувани1706). Важен принос е и книгата на Фридрих Август Раух (1806 – 1841) „Психология: или поглед към човешката душа“; Включително Антропология (1840) първото английско изложение на хегелианската философия за американска публика. Германският идеализъм е пионер в предложението за несъзнаваното, което Юнг смята, че е описано психологически за първи път от лекаря и философ Карл Густав Карус. Забележително е също използването му от Фридрих Вилхелм Йозеф фон Шелинг (1775 – 1835) и от Едуард фон Хартман във „Философията на несъзнатото“ (1869). Психологът Ханс Айзенк пише в Упадъка и падането на Фройдистката империя (1985), че версията на Хартман за несъзнатото е много подобна на тази на Фройд
Датският философ Сьорен Киркегор също оказва влияние върху хуманистичните, екзистенциалните и съвременните психологически школи със своите произведения „Концепцията за тревожността“ (1844) и „Болестта до смърт“ (1849).

### Преход към съвременната психология
Също така влиятелни върху възникващата дисциплина психология били дебатите относно ефикасността на месмеризма (предшественик на хипнозата) и стойността на френологията. Първият е разработен през 1770-те от австрийския лекар Франц Месмер (1734 – 1815), който твърди, че използва силата на гравитацията, а по-късно и „животинския магнетизъм“, за да лекува различни физически и психически заболявания. Тъй като Месмер и неговото отношение стават все по-модерни както във Виена, така и в Париж, то също започва да попада под наблюдението на подозрителни държавни служители. През 1784 г. в Париж е поръчано разследване от крал Луи XVI, което включва американския посланик Бенджамин Франклин, химикът Антоан Лавоазие и лекарят Жозеф-Игнас Гилотен (по-късно популяризаторът на гилотината). Те стигат до заключението, че методът на Месмер е безполезен. Абат Фариа, индо-португалски свещеник, възражда общественото внимание към животинския магнетизъм. За разлика от Месмер, Фариа твърди, че ефектът е „генериран от ума“ от силата на очакването и сътрудничеството на пациента. Макар и оспорвана, „магнитната“ традиция продължава сред учениците на Месмер и други, като се появява отново в Англия през 19 век в работата на лекаря Джон Елиътсън (1791 – 1868) и хирурзите Джеймс Есдейл (1808 – 1859) и Джеймс Брейд (1795 – 1860) (който го преосмисля като собственост на ума на субекта, а не като „сила“ на месмериста, и го преименува като „хипнотизъм“). Месмеризмът също продължава да има силни социални (ако не и медицински) последователи в Англия през 19-ти век (виж Winter, 1998). Подходът на Фариа е значително разширен от клиничната и теоретична работа на Амброаз Лиебо и Иполит Бернхайм от Школа от Нанси. Теоретичната позиция на Фариа и последващият опит на тези в Школата от Нанси имат значителен принос за по-късните техники за автосугестия на Емил Куе. Приет е за лечение на истерия от директора на парижката болница Salpêtrière, Жан-Мартен Шарко (1825 – 1893).
Френологията започва като „органология“, теория за мозъчната структура, разработена от немския лекар Франц Йозеф Гал (1758 – 1828). Гал твърди, че мозъкът е разделен на голям брой функционални „органи“, всеки отговорен за определени човешки умствени способности и нагласи – надежда, любов, духовност, алчност, език, способности за откриване на размера, формата и цвета на обектите, и т.н.Той твърди, че колкото по-голям е всеки от тези органи, толкова по-голяма е силата на съответната психическа черта. Освен това той твърди, че човек може да открие размерите на органите на даден индивид чрез опипване на повърхността на черепа на този човек. Ултра-локализационната позиция на Гал по отношение на мозъка скоро е атакувана, най-вече от френския анатом Пиер Флуренс (1794 – 1867), който провежда изследвания на аблация (върху пилета), за които се твърди, че демонстрират малка или никаква мозъчна локализация на функцията. Въпреки че Гал е бил сериозен (ако заблуден) изследовател, неговата теория е възприета от неговия асистент Йохан Гаспар Шпурцхайм (1776 – 1832) и се е развила в печелившото, популярно предприятие на френологията, което скоро поражда, особено във Великобритания, процъфтяващо индустрия на независими практикуващи. В ръцете на шотландския религиозен водач Джордж Комб (1788 – 1858) (чиято книга „Конституцията на човека“ е един от най-продаваните на века), френологията става силно свързана с политически реформи и егалитарни принципи (виж, напр., Шапин , 1975; но също така вижте van Wyhe, 2004). Френологията скоро се разпространява и в Америка, където пътуващи практически френолози оценяват психическото благополучие на желаещите клиенти (вж. Sokal, 2001).
Развитието на съвременната психология е тясно свързано с психиатрията през осемнадесети и деветнадесети век (виж История на психиатрията), когато лечението на психично болните в хосписите е революционизирано, след като европейците за първи път разглеждат техните патологични състояния. Всъщност липсвало разграничение между двете области в психотерапевтичната практика, в епоха, когато все още не е имало медикаментозно лечение (от т.нар. психофармакологична революция от 1950 г.) за психични разстройства и нейните ранни теоретици и пионерски клинични психолози като цяло са имали медицинско образование. Първите, които прилагат в западните страни хуманитарно и научно лечение на психичното здраве, основано на идеите на Просвещението са френските алиенисти, които развиват емпиричното наблюдение на психопатологията, описвайки клиничните състояния, техните физиологични взаимоотношения и ги класифицират. Тя се нарича рационалистично-емпирична школа, чиито най-известни представители са Пинел,

Ескуирол, Жан Пиер Фалрет, Бенедикт Морел и Валентин Манян. В края на деветнадесети век френското течение постепенно е преодоляно от немската област на обучение. Първоначално немското училище е повлияно от романтични идеали и поражда линия от спекуланти на умствените процеси, основани повече на емпатия, отколкото на разум. Те станаха известни като Psychiker, менталисти или психолози, като различни течения били подчертани от Йоан Райл (създател на думата „психиатрия“), Йоан Август Хайнрот (първият използва термина „психосоматичен“) Карл Вилхелм Иделер и Карл Густав Карус. В средата на века се формира „соматична реакция“ (somatiker) срещу спекулативните доктрини на ментализма и се основава на невроанатомията и невропатологията. В него тези, които имат важен принос към психопатологичната класификация са Вилхелм Гризингер, Карл Фридрих Вестфал, Крафт-Ебинг и Карл Калбаум, които от своя страна ще повлияят на Карл Вернике и Теодор Майнерт. Емил Крепелин
прави революция като първият, който дефинира диагностичните аспекти на психичните разстройства при синдроми, а работата по психологическата класификация е последвана в съвременната област от приноси на Курт Шнайдер, Кречмер, Карл Леонард и Ясперс. Във Великобритания се откроявати с принос през 19-ти век Александър Бейн, основател на първото списание по психология, наречено Mind, който е автор на справочници по темата по това време, като Mental Science: The Compendium of Psychology, и History of Philosophy (1868), както и Хенри Модсли. В Швейцария Ойген Блойер въвежда термините „дълбочина психология“, „шизофрения“, „шизоид“ и „аутизъм“. В Съединените щати швейцарският психиатър Адолф Майер твърди, че пациентът трябва да се разглежда като интегрирано „психобиологично“ цяло, наблягайки на психосоциалните фактори, концепции, които успокояват т. нар. психосоматична медицина

## Появата на немската експериментална психология
До средата на 19-ти век психологията е широко разглеждана като клон на философията. Дали може да се превърне в независима научна дисциплина е поставено под въпрос още по-рано:Имануел Кант (1724 – 1804) заявява в своите Метафизични основи на естествените науки (1786), че психологията може би никога няма да стане „правилна“ естествена наука, тъй като нейните явления не могат да бъдат количествено определени, наред с други причини.
Кант предлага алтернативна концепция за емпирично изследване на човешката мисъл, чувство, желание и действие и изнася лекции по тези теми в продължение на повече от двадесет години (1772/73 – 1795/96). Неговата Антропология от прагматична гледна точка (1798), която е резултат от тези лекции, изглежда като емпирична психология в много отношения.
Йохан Фридрих Хербарт (1776 – 1841) се противопоставя на това, което той разглежда като заключение на Кант и се опитва да разработи математическа основа за научна психология. Въпреки че не бил в състояние да осъзнае емпирично условията на своята психологическа теория, неговите усилия накарали учени като Ернст Хайнрих Вебер (1795 – 1878) и Густав Теодор Фехнер (1801 – 1887) да се опитат да измерят математическите връзки между физическите величини на външни стимули и психологически интензитет на произтичащите усещания. Фехнер (1860) е създателят на термина психофизика. Междувременно индивидуалните различия във времето за реакция се превърнали в критичен проблем в областта на астрономията, под името на „личното уравнение“. Ранните изследвания на Фридрих Вилхелм Бесел (1784 – 1846) в Кьонигсберг и  Адолф Хирш доразвиват до разработването на високопрецизен хроноскоп от Матеус Хип, който от своя страна се основава на дизайна на Чарлз Уитстоун за устройство, което измервало скоростта на артилерийските снаряди (Edgell & Symes, 1906). Други инструменти за измерване на времето са заимствани от физиологията (например кимографът на Карл Лудвиг) и адаптирани за използване от Утрехтския офталмолог Франсискус Дондерс (1818 – 1899) и неговия ученик Йохан Якоб де Ягер при измерване на продължителността на простите умствени решения.
19-ти век е и периодът, в който физиологията, включително неврофизиологията, се професионализира и видя някои от най-значимите си открития. Сред неговите лидери са Чарлз Бел (1774 – 1843) и Франсоа Мажанди (1783 – 1855), които независимо откриват разликата между сетивните и двигателните нерви в гръбначния стълб, Йоханес Мюлер (1801 – 1855), който предложи доктрината за специфични нервни енергии, Емил дю Боа-Реймон (1818 – 1896), който изучава електрическата основа на мускулната контракция, Пол Брока (1824 – 1880) и Карл Вернике (1848 – 1905), които идентифицират области от мозъка, отговорни за различни аспекти на езика, както и като Густав Фрич (1837 – 1927), Едуард Хициг (1839 – 1907) и Дейвид Ферие (1843 – 1924), които локализират сензорни и двигателни области на мозъка. Един от основните основоположници на експерименталната физиология, Херман Хелмхолц (1821 – 1894), провежда изследвания по широк спектър от теми, които по-късно ще представляват интерес за психолозите – скоростта на невронното предаване, природата на звука и цвета и нашите възприятия за тях и т.н. През 1860-те, докато заема позиция в Хайделберг, Хелмхолц ангажира като асистент млад доктор на име Вилхелм Вунд. Вунд използва оборудването на физиологичната лаборатория – хроноскоп, кимограф и различни периферни устройства – за да отговори на по-сложни психологически въпроси, отколкото дотогава са били изследвани експериментално. По-специално той се интересувал от природата на аперцепцията – точката, в която възприятието заема централния фокус на съзнателното осъзнаване. През 1864 г. Вунд заема професорска длъжност в Цюрих, където публикува своя знаков учебник, Grundzüge der physiologischen Psychologie (Принципи на физиологичната психология, 1874 г.). Преминавайки към по-престижна професорска длъжност в Лайпциг през 1875 г., Вунд основава лаборатория, специално посветена на оригинални изследвания в експерименталната психология през 1879 г., първата по рода си лаборатория в света. През 1883 г. той стартира списание, в което да публикува резултатите от своето и на неговите ученици изследвания, Philosophische Studien (Философски изследвания) (За повече информация относно Вунд, вижте, напр., Bringmann & Tweney, 1980; Rieber & Robinson, 2001 ). Вунд привлече голям брой студенти не само от Германия, но и от чужбина. Сред най-влиятелните му американски студенти са Грандвил Стенли Хол (който вече е получил докторска степен от Харвард под ръководството на Уилям Джеймс), Джеймс Маккийн Кател (който е първият асистент на Вунд) и Франк Ейнджъл (който основава лаборатории както в Корнел, така и в Станфорд). Най-влиятелният британски студент е Едуард Брадфорд Тичънър (който по-късно става професор в Корнел).
Скоро също са създадени лаборатории по експериментална психология в Берлин от Карл Щумпф (1848 – 1936) и в Гьотинген от Георг Елиас Мюлер (1850 – 1934). Друг голям немски експериментален психолог от епохата, въпреки че не ръководи собствен изследователски институт е Херман Ебингхаус (1850 – 1909).

## Психоанализа
Експериментирането не е единственият подход към психологията в немскоговорещия свят по това време. Започвайки от 90-те години на 19 в., използвайки техниката за изследване на казуси, виенският лекар Зигмунд Фройд разработва и прилага методите на хипнозата, свободната асоциация и тълкуването на сънищата, за да разкрие предполагаемо несъзнателни вярвания и желания, за които той твърди, че са основните причини за „хистерията на неговите пациенти“. Той нарича този подход психоанализа. Фройдистката психоанализа е особено забележителна с акцента, който поставя върху хода на сексуалното развитие на индивида в патогенезата. Психоаналитичните концепции оказват силно и трайно влияние върху западната култура, особено върху изкуствата. Въпреки че научният му принос все още е въпрос на дебат, както фройдистката, така и юнгианската психология разкриват съществуването на разцепеното мислене, при което някои поведения и мисли са скрити от съзнанието – но действат като част от цялостната личност. Скритите планове, лошата съвест или чувството за вина са примери за съществуването на психични процеси, при които индивидът не осъзнава, поради избор или липса на разбиране, някои аспекти на своята личност и последващо поведение. Психоанализата изследва психичните процеси, които засягат егото. Разбирането им теоретично позволява на индивида по-голям избор и осъзнаване с лечебен ефект при неврози и понякога при психози, и двете от които Рихард фон Крафт-Ебинг определя като „болести на личността“. Фройд основава Международната психоаналитична асоциация през 1910 г., вдъхновен и от Шандор Ференци.
Основни теоретични наследници са Анна Фройд (неговата дъщеря) и Мелани Клайн, особено в детската психоанализа, като и двете въвеждат конкуриращи се концепции; в допълнение към тези, които са станали дисиденти и разработват интерпретации, различни от психоаналитичната на Фройд, са наречени от някои неофройдисти, или по-точно постфройдисти: най-известните са Алфред Адлер (индивидуална психология), Карл Густав Юнг (аналитична психология), Ото Ранк, Карен Хорни, Ерик Ериксън и Ерих Фром. Юнг е бивш сътрудник на Фройд, който по-късно къса отношенията с него заради акцента на Фройд върху сексуалността. Работейки с концепции за несъзнаваното, забелязани за първи път през 1800 г. (от Джон Стюарт Мил, Рихард фон Крафт-Ебинг, Пиер Жане, Теодор Флурноа и други), Юнг дефинира четири умствени функции, които се отнасят и определят егото, съзнателния Аз:
1. Усещания, които казват на съзнанието, че нещо е там.

1. Чувства, които се състоят от ценностни преценки и мотивират нашата реакция към това, което сме усетили.

1. Интелект, аналитична функция, която сравнява усетеното събитие с всички известни други и му дава клас и категория, което ни позволява да разберем ситуация в рамките на исторически процес, личен или обществен.

1. Иинтуицията, умствена функция с достъп до дълбоки поведенчески модели, способна да предложи неочаквани решения или да предскаже непредвидени последствия, „като че ли вижда зад ъглите“, както се изрази Юнг.

Юнг настоява за емпирична психология, на която теориите трябва да се основават на факти, а не на проекциите или очакванията на психолога.

## Началото на американската психология
Около 1875 г. инструкторът по физиология в Харвард (какъвто бил тогава), Уилям Джеймс, открива малка демонстрационна лаборатория по експериментална психология, която да се използва в неговите курсове. По това време лабораторията никога не е била използвана за оригинални изследвания и затова остават противоречия относно това дали трябва да се разглежда като „първата“ лаборатория по експериментална психология или не. През 1878 г. Джеймс изнася серия от лекции в университета Джон Хопкинс, озаглавена „Сетивата и мозъкът и тяхната връзка с мисълта“, в които той твърди, против Томас Хенри Хъксли, че съзнанието не е епифеноменално, а трябва да има еволюционна функция, и не е естествено селектирано при хората. Същата година Джеймс е помолен от Хенри Холт да напише учебник по „новата“ експериментална психология. Ако го беше написал набързо, това щеше да е първият англоезичен учебник по темата. Изминават обаче дванадесет години, преди неговият двутомник „Принципите на психологията“ да бъде публикуван. Междувременно са публикувани учебници от Джордж Тръмбул Лад от Йейл (1887) и Джеймс Марк Болдуин от колежа Лейк Форест през 1889.
Уилям Джеймс е един от основателите на Американското дружество за психични изследвания през 1885 г., което изучава психичните явления (парапсихология), преди създаването на Американската психологическа асоциация през 1892 г. Джеймс също става президент на британското общество, вдъхновило Съединените щати за открие Дружеството за психологически изследвания, основано през 1882 г., което изследва психологията и паранормалното по теми като медиумизъм, дисоциация, телепатия и хипноза, и въвежда иновативни изследвания в психологията, чрез които, според историка на науката Андреас Зомер, са „разработени методологични иновации като рандомизирани дизайни на изследвания" и се провели "първите експерименти, изследващи психологията на свидетелските показания (Hodgson and Davey, 1887), [и] емпирични и концептуални изследвания, осветяващи механизмите на дисоциация и хипнотизъм"; Неговите членове инициират и организираха международните конгреси по физиологична/експериментална психология.
През 1879 г. Чарлз Сандърс Пърс е нает като преподавател по философия в университета Джон Хопкинс. Въпреки че е по-известен със своята астрономическа и философска работа, Пърс провежда и може би първите американски психологически експерименти по темата за цветното зрение, публикувани през 1877 г. в American Journal of Science (виж Cadwallader, 1974). Пърс и неговият ученик Джоузеф Джастроу публикуват „За малките различия в усещанията“ в мемоарите на Националната академия на науките през 1884 г. През 1882 г. към Пърс се присъединява в Джон Хопкинс Грандвил Стенли Хол, който открива първата американска изследователска лаборатория, посветена на към експериментална психология през 1883 г. Пърс е принуден да напусне позицията си поради скандал и Хол получава единствената професорска длъжност по философия в Джон Хопкинс.
Пърс е принуден да напусне позицията си поради скандал и Хол получава единствената професорска длъжност по философия в Джон Хопкинс. През 1887 г. Хол основава сп. American Journal of Psychologyв което публикува работа, произлизаща предимно от неговата собствена лаборатория. През 1888 г. Хол напуска професора на Джон Хопкинс за президент на новооснования университет Кларк, където остава до края на кариерата си. Скоро са открити лаборатории по експериментална психология в Университета на Пенсилвания (през 1887 г., от Джеймс Кетъл), Университета в Индиана (1888 г., Уилям Лоу Брайън), Университета на Уисконсин (1888 г., Джоузеф Джастроу), Университета Кларк (1889 г., Едмънд Санфорд). ), Болница Маклиан (1889, Уилям Нойес) и Университета на Небраска (1889, Хари Кирков Уилфи). Въпреки това, аулата Ено Хол в Принстънския университет е построена през 1924 г., става първата университетска сграда в Съединените щати, посветена изцяло на експерименталната психология, когато става дом на катедрата по психология на университета.
През 1890 г. най-накрая се появяват Принципите на психологията на Уилям Джеймс и бързо се превръщат в най-влиятелния учебник в историята на американската психология. Това полога много от основите на видовете въпроси, върху които американските психолози ще се съсредоточат за години напред. Главите в книгата за съзнанието, емоциите и навиците са особено определящи дневния ред. Един от тези, които са повлияни от въздействието на Принципите на Джеймс, възприема и Джон Дюи, тогава професор по философия в Мичиганския университет. Със своите младши колеги Джеймс Хейдън Тъфтс (който основал психологическата лаборатория в Мичиган) и Джордж Хърбърт Мийд, и неговия ученик Джеймс Роуланд Ейнджъл, тази група започна да преформулира психологията, като се фокусира по-силно върху социалната среда и дейността на ума и поведение, отколкото вдъхновената от психофизиката физиологична психология на Вунд и неговите последователи имаше досега. Тъфтс напуска Мичиган за друга младша позиция в новооснования Чикагски университет през 1892 г. Година по-късно старшият философ в Чикаго, Чарлз Стронг, подава оставка и Тъфтс препоръчва на президента на Чикаго Уилям Рейни Харпър да бъде предложена позицията на Дюи. След първоначалното нежелание, Дюи е нает през 1894 г. Дюи скоро попълва отдела със своите спътници от Мичиган Мийд и Ейнджъл. Тези четирима формират ядрото на Чикагската школа по психология. През 1892 г. Г. Стенли Хол кани 30 психолози и философи на среща в Кларк с цел да основат нова Американска психологическа асоциация (APA). (За историята на APA, вижте Evans, Staudt Sexton, & Cadwallader, 1992.) Първата годишна среща на APA се проведе по-късно същата година, домакин на Джордж Стюарт Фулъртън в Университета на Пенсилвания.
Почти веднага възникна напрежение между експериментално и философски настроените членове на APA. Едуард Брадфорд Тичънър и Лайтнър Уитмър предприеха опит или да създадат отделна „Секция“ за философски презентации, или да изхвърлят философите напълно. След близо десетилетие на дебати, Западна философска асоциация е основана и провежда първата си среща през 1901 г. в Университета на Небраска. На следващата година (1902) Американската философска асоциация провежда първата си среща в Колумбийския университет. Те в крайна сметка се превърнаха в Централен и Източен отдел на съвременната Американска философска асоциация. През 1894 г. редица психолози, недоволни от редовната редакционна политика на American Journal of Psychology, се обръщат към Хол за назначаване на редакционен съвет и отваряне на списанието за повече психолози, които не са в непосредствения кръг на Хол. Хол отказва, така че Джеймс Маккийн Кател (тогава от Колумбия) и Джеймс Марк Болдуин (тогава от Принстън) съоснователят ново списание Psychological Review, което бързо се разраства, за да се превърне в основен канал за американски психологически изследователи.
Започвайки през 1895 г., Джеймс Марк Болдуин (Принстън, Хопкинс) и Едуард Брадфорд Титчънър (Корнел) влязоха във все по-остър спор относно правилното тълкуване на някои аномални находки за времето за реакция, дошли от лабораторията на Вунд (първоначално докладвано от Лудвиг Ланге и Джеймс Кетъл). През 1896 г. Джеймс Роуланд Ейнджъл и Адисън У. Мур (Чикаго) публикуват серия от експерименти в Psychological Review, които изглежда показват, че Болдуин е по-правилният от двамата. Въпреки това, те тълкуват своите открития в светлината на новия подход на Джон Дюи към психологията, който отхвърля традиционното разбиране на рефлексната дъга за стимул-отговор в полза на „кръгова“ сметка, в която какво служи като „стимул“ и какво като „отговор“ зависи как човек гледа на ситуацията. Пълната позиция е изложена в забележителната статия на Дюи „Концепцията на рефлексната дъга в психологията“, която също се появява в сп.Psychological Review през 1896 г.
Тичънър отговаря във Philosophical Review (1898, 1899), като разграничава неговия строг „структурен“ подход към психологията от това, което той нарече по-приложния „функционален“ подход на чикагската група и така започва първият голям теоретичен разрив в американската психология между структурализма и функционализма. Групата в Колумбия, водена от Джеймс Кетъл, Едуард Л. Торндайк и Робърт С. Удуърт, често се смяташе за второ (след Чикаго) „училище“ на американския функционализъм (виж, напр., Heidbredder, 1933), въпреки че те никога не са използвали този термин самите, тъй като тяхното изследване се фокусира върху приложните области на умственото тестване, учене и образование. Дюи е избран за президент на APA през 1899 г., докато Тичънър се отказва от членството си в асоциацията. (През 1904 г. Тичънър сформира своя собствена група, известна в крайна сметка като Дружеството на експерименталните психолози.) Джастроу насърчава функционалния подход в своето президентско обръщение на APA от 1900 г., а Ейнджъл приема етикета на Тичънър изрично във влиятелния си учебник от 1904 г. и неговото президентско обръщение на APA. от 1906 г. В действителност структурализмът е повече или по-малко ограничен само до Тичънър и неговите ученици [необходимо е цитиране] (Това беше бившият ученик на Тичънър Е. Г. Боринг, който пише „История на експерименталната психология“ [1929 – 1950 г.], най-влиятелният учебник на Тичънър. 20-ти век за дисциплината], който лансира общата идея, че дебатът за структурализъм/функционализъм е основната линия на разлома в американската психология в началото на 20-ти век.) Функционализмът, най-общо казано, с по-практичния му акцент върху действието и приложението, отговаряше по-добре на американския културен „стил“ и, може би по-важно, беше по-привлекателно за прагматичните университетски настоятели и частни финансови агенции.

## Основаване на френската психология
Жул Байлагер основава Société Médico-Psychologique през 1847 г., една от първите асоциации по рода си и която публикува Annales Medico-Psychologiques. Франция вече имало пионерска традиция в психологическото изследване и било уместно публикуването на Précis d'un cours de psychologie („Резюме на курс по психология“) през 1831 г. от Адолф Гарние, който също публикува Traité des facultés de l'âme, comprenant l'histoire des principales théories psychologiques („Трактат за способностите на душата, включващ историята на основните психологически теории“) през 1852 г.
Гарние е наречен „най-добрият паметник на психологическата наука на нашето време“ от Revue des Deux Mondes през 1864 г..
Не в малка степен поради консерватизма по време на управлението на Луи Наполеон (президент, 1848 – 1852; император като „Наполеон III“, 1852 – 1870), академичната философия във Франция през средата на 19 век е контролирана от членове на еклектичните и спиритуалистическите школи, водени от фигури като Виктор Кузен (1792 – 1867), Теодор Жофроа (1796 – 1842) и Пол Жане (1823 – 1899). Това са традиционни метафизични школи, противоположни на разглеждането на психологията като естествена наука. С свалянето на Наполеон III след разгрома на френско-пруската война стават възможни нови пътища, както политически, така и интелектуални. От 1870 г. нататък се развива постоянно нарастващият интерес към позитивистки, материалистични, еволюционни и детерминистични подходи към психологията, повлияни, наред с другото, от работата на Иполит Тен (1828 – 1893) (напр. De L'Intelligence, 1870) и Теодюл Рибо (1839 – 1916) (напр. La Psychologie Anglaise Contemporaine, 1870). През 1880-те години интересите на Рибо се насочват към психопатологията, като пише книги за нарушения на паметта (1881), волята (1883) и личността (1885) и където той се опитва да донесе на тези теми прозренията на общата психология. Въпреки че през 1881 г. губи професорска позиция в Сорбоната по История на психологическите доктрини от традиционалиста Жул Сури (1842 – 1915), от 1885 до 1889 г. той преподава експериментална психология в Сорбоната. През 1889 г. той получава катедра в Collège de France по експериментална и сравнителна психология, която заема до 1896 г. (Nicolas, 2002).
Основната психологическа сила на Франция се крие в областта на психопатологията. Главният невролог в болницата Salpêtrière в Париж, Жан-Мартин Шарко (1825 – 1893), е използвал наскоро възродената и преименувана (виж по-горе) практика на хипноза, за да „експериментално“ произвежда истерични симптоми при някои от пациентите си. Двама от неговите ученици, Алфред Бине (1857 – 1911) и Пиер Жане (1859 – 1947), възприемат и разширяват тази практика в собствената си работа.
През 1889 г. Бине и неговият колега Анри Бонис (1830 – 1921) основават в Сорбоната първата лаборатория по експериментална психология във Франция. Само пет години по-късно, през 1894 г., Бонис и Бине с трети негов колега Виктор Анри стават (1872 – 1940), съоснователи на първото френско списание, посветено на експерименталната психология, L'Année Psychologique. През първите години на 20-ти век Бине е помолен от френското правителство да разработи метод за новосъздадената универсална обществена образователна система, за да идентифицира учениците, които ще се нуждаят от допълнителна помощ за овладяване на стандартизираната учебна програма. В отговор със своя сътрудник Теодор Симон (1873 – 1961) той разработва теста за интелигентност Бине-Симон, публикуван за първи път през 1905 г. (преработен през 1908 и 1911 г.). Въпреки че тестът е използван за действие във Франция, най-голям успех (и противоречие) той ще намери в Съединените щати, където е преведен на английски от Хенри Х. Годард (1866 – 1957), директор на училището за обучение на Feebleminded във Вайнланд, Ню Джърси, и неговият асистент Елизабет Кайт (превод на изданието от 1905 г. се появява във Vineland Bulletin през 1908 г., но много по-известен е преводът на Кайт от 1916 г. на изданието от 1908 г., който се появява под формата на книга). Преведеният тест е използван от Годард, за да разшири своята програма за евгеника по отношение на онези, които той смята за вродено слабоумни, особено имигранти от страни извън Западна Европа. Тестът на Бине е преработен от професора от Станфорд Люис Терман (1877 – 1956) в теста за интелигентност на Станфорд-Бине през 1916 г. Със смъртта на Бине през 1911 г. лабораторията в Сорбоната и L'Année Psychologique се падат на Анри Пиерон (1841 – 1896). Ориентацията на Пиерон била по-физиологична от тази на Бине.
Пиер Жане става водещ психиатър във Франция, като е назначен в Salpêtrière (1890 – 1894), Сорбоната (1895 – 1920) и Collège de France (1902 – 1936). През 1904 г. той е съосновател на Journale de Psychologie Normale et Pathologique с колегата професор от Сорбоната Жорж Дюма (1866 – 1946), ученик и верен последовател на Рибо. Докато учителят на Жане, Шарко, се е фокусирал върху неврологичните основи на истерията, Жане е загрижен да разработи научен подход към психопатологията като психично разстройство. Неговата теория, че психичната патология е резултат от конфликт между несъзнателни и съзнателни части на ума и че несъзнателното психично съдържание може да се появи като симптоми със символни значения, доведе до публичен спор за приоритет със Зигмунд Фройд.

## Основаване на британската психология
Въпреки че британците създават първото научно списание, посветено на темата за психологията – Mind, основано през 1876 г. от Александър Бейн и редактирано от Джордж Крум Робъртсън – минало доста време, преди експерименталната психология да се развие в Британия, за да оспори силната традиция на „психичната философия“. " Експерименталните доклади, които се появяват в Mind през първите две десетилетия от съществуването му, са почти изцяло написани от американци, особено с Грандвил Стенли Хол и неговите ученици (по-специално Хенри Хърбърт Доналдсън) и Джеймс Маккийн Кател.
Антропометричната лаборатория на Франсис Галтън (1822 – 1911) е открита през 1884 г. Там хората са тествани за голямо разнообразие от физически (напр. сила на удара) и перцептивни (например зрителна острота) качества. През 1886 г. Галтън е посетен от Джеймс Маккийн Кател, който по-късно ще адаптира техниките на Галтън в разработването на собствена изследователска програма за умствено тестване в Съединените щати. Галтън обаче не бил предимно психолог. Данните, които той натрупва в антропометричната лаборатория, основно са били в подкрепа на неговата теза за евгеника. За да помогне за тълкуването на купчините данни, които е натрупал, Галтън разработва редица важни статистически техники, включително предшествениците на диаграмата на разсейване и коефициента на корелация продукт-момент (по-късно усъвършенстван от Карл Пиърсън, 1857 – 1936).
Скоро след това Чарлз Спиърман (1863 – 1945) разработва базираната на корелация статистическа процедура за факторен анализ в процеса на изграждане на казус за неговата двуфакторна теория на интелигентността, публикувана през 1901 г. Спирман вярва, че хората имат вродено ниво на общо интелигентност g, които могат да бъдат кристализирани в специфично умение в която и да е от редица тесни области на съдържание (или s специфична интелигентност).
Лабораторна психология от вида, практикуван в Германия и Съединените щати, бавно идваше във Великобритания. Въпреки че философът Джеймс Уорд (1843 – 1925) настоява университета в Кеймбридж да създаде психофизична лаборатория от средата на 1870-те нататък, едва през 1891 г. те влагат толкова £50 за някои основни апарати (Bartlett, 1937). С помощта на катедрата по физиология през 1897 г. е създадена лаборатория и е създадена лекция по психология, която първо отива на W. H. R. Rivers (1864 – 1922). Скоро Ривърс се присъединява към
Чарлс С. Майърс (1873 – 1946) и Уилям Макдугъл (1871 – 1938). Тази група проявява толкова голям интерес към антропологията, колкото и към психологията, отивайки с Алфред Корт Хадън (1855 – 1940) в прочутата експедиция в Торесовия проток от 1898 г. През 1901 г. е създадено Психологическото дружество (което се преименува на Британско психологическо дружество през 1906 г.), а през 1904 г. Уорд и Ривърс стават съоснователи на Британското списание по психология.

## Началото на руската психология
Доколкото психологията се разглежда като наука за душата и неделима част от курсовете по философия в богословските училища, психологията присъства в Русия от втората половина на 18 век. За разлика от това, ако под психология имаме предвид отделна дисциплина, с университетски катедри и хора, наети като психолози, то тя се появява едва след Октомврийската революция. Все пак до края на 19-ти век много различни видове дейности, наречени психология, се разпространяват във философията, естествените науки, литературата, медицината, образованието, юридическата практика и дори военната наука. Психологията е колкото културен ресурс, толкова и определена област на науката.
Въпросът „Кой и как да развива психологията?“ е толкова важен, че Иван Сеченов, физиолог и лекар по образование и преподавател във висши учебни заведения, го избира за заглавие на есе през 1873 г. Неговият въпрос бил риторичен, тъй като той вече бил убеден, че физиологията е научната основа, върху която се гради психологията. Отговорът на популярното есе на Сеченов включва един, през 1872 – 1873 г., от свободния професор по право Константин Кавелин. Той подкрепя психологията, базирана на етнографски материали за националния характер, програма, която съществува от 1847 г., когато етнографският отдел на наскоро основаното Руско географско общество разпространи искане за информация за начина на живот на хората, включително „интелектуалните и морални способности. ” Това беше част от по-широк дебат за националния характер, националните ресурси и националното развитие, в контекста на който изтъкнат лингвист Александър Потебня започва през 1862 г. да публикува изследвания за връзката между манталитета и език. Въпреки че катедрите по история и филология традиционно преподават курсове по психология, медицинските училища първи въведоха психологически лаборатории и курсове по експериментална психология. Още през 1860-те и 1870-те години започват И. М. Балински (1827 – 1902) във Военно-хирургичната академия (която сменя името си през 1880-те на Военномедицинска академия) в Санкт Петербург и Сергей Корсаков, психиатър в Московския университет за закупуване на психометрични апарати. Владимир Бехтерев създава първата лаборатория – специално пространство за психологически експерименти – в Казан’ през 1885 г. На среща на Московското психологическо дружество през 1887 г. психиатрите Григорий Росолимо и Ардалион Токарски (1859 – 1901) демонстрират както експериментите на Вундхипнос, така и експериментите на Вундхипнози. През 1895 г. Токарски създава психологическа лаборатория в психиатричната клиника на Московския университет с подкрепата на нейния ръководител Корсаков, за да обучава бъдещите психиатри за това, което той популяризира като нови и необходими техники. През януари 1884 г. философите Матвей Троицки и Яков Грот основават Московското психологическо дружество. Те искали да обсъждат философски въпроси, но тъй като всичко, наречено „философско“ можело да привлече официално неодобрение, използвали „психологически“ като евфемизъм. През 1907 г. Георги Челпанов обявява 3-годишен курс по психология, базиран на лабораторни упражнения и добре структуриран учебен семинар. През следващите години Челпанов пътува из Европа и САЩ, за да види съществуващите институти; резултатът е луксозна четириетажна сграда за Психологическия институт в Москва с добре оборудвани лаборатории, официално открита на 23 март 1914 г.

## Последващо развитие на немската психология

### Вюрцбургска школа
През 1896 г. един от бившите лаборанти на Вилхелм Вундт в Лайпциг, Освалд Кюлпе (1862 – 1915), основава нова лаборатория във Вюрцбург. Кюлпе скоро се обгражда с редица по-млади психолози, които формират така наречената Вюрцбургска школа, най-вече Нарзис Ах (1871 – 1946), Карл Бюле (1879 – 1963), Ернст Дюр (1878 – 1913), Карл Марбе (18369 – 1955).) и Хенри Джаксън Уат (1879 – 1925). Заедно те разработват нов подход към психологическите експерименти, който се противопостави на много от ограниченията на Вунд. Вунд е направил разграничение между стария философски стил на самонаблюдение (Selbstbeobachtung), при който човек се интроспектира за продължителна продължителност върху висшите мисловни процеси и вътрешното възприятие (innere Wahrnehmung), при което човек може незабавно да осъзнае моментно усещане, чувство, или изображение (Vorstellung). Първото е обявено за невъзможно от Вунд, който твърди, че висшата мисъл не може да бъде изследвана експериментално чрез разширена интроспекция, а само хуманистично чрез Völkerpsychologie (народна психология). Само последното беше подходящ обект за експериментиране.
Вюрцбургерите, за разлика от тях, проектират експерименти, в които експерименталният субект е представен със сложен стимул (например ницшеански афоризъм или логически проблем) и след обработката му за известно време (например тълкуване на афоризма или решаване на проблема), ретроспективно докладва на експериментатора всичко, което е минало през съзнанието му през интервала. В процеса Вюрцбургерите твърдят, че са открили редица нови елементи на съзнанието (над и над усещанията, чувствата и образите на Вунд), включително Bewußtseinslagen (съзнателни набори), Bewußtheiten (осъзнатост) и Gedanken (мисли). В англоезичната литература те често се наричат заедно „мисли без образ“, а дебатът между Вунд и Вюрцбургерите е „спорът за мислене без образ“. Вунд нарече проучванията на Вюрцбургер „фалшиви“ експерименти и ги критикува енергично.
Най-значимият английски ученик на Вунд, Едуард Брадфорд Титченер, работещ тогава в Корнел се намесва в спора, твърдейки, че е провел разширени интроспективни изследвания, в които е успял да разреши безобразните мисли на Вюрцбургер в усещания, чувства и образи. По този начин, парадоксално, той използва метод, който Вунд не одобрява, за да потвърди гледната точка на Вунд за ситуацията.
Често се казва, че дебатът за мисленето без форма е бил инструмент за подкопаването на легитимността на всички интроспективни методи в експерименталната психология и в крайна сметка за осъществяването на бихевиористката революция в американската психология. Това обаче не става без собствени забавени във времето последици. Хърбърт А. Саймън (1981) цитира работата на един психолог от Вюрцбург, Ото Зелц (1881 – 1943), за това, че го е вдъхновил да разработи своите известни компютърни алгоритми за решаване на проблеми (като Logic Theorist и General Problem Solver) и неговите метод „мислене на глас“ за анализ на протокола. В допълнение, Карл Попър изучава психология при Бюлер и Зелц през 20-те години на миналия век и изглежда е донесъл част от тяхното влияние, без да се приписва, върху неговата философия на науката.

## Поява на бихевиоризма в САЩ
В резултат от съчетанието на редица събития в началото на 20-ти век, бихевиоризма става доминиращ в американската психология. Първото събитие сред тях е нарастващият скептицизъм, с който мнозина гледали на концепцията за съзнанието: въпреки че все бива прието за съществен елемент, разделящ психологията от физиологията, неговата субективна природа и ненадеждния интроспективен метод, който изглежда изисквал, притеснявали мнозина. Статията на Уилям Джеймс от 1904 г. в Journal of Philosophy: „Съществува ли съзнанието?“, излага изрично тези притесненията. На второ място е постепенното издигане на строга животинска психология. В допълнение към работата на Едуард Лий Торндайк с котки в кутии за пъзели през 1898 г., началото на изследване, в което плъховете се учат да се движат в лабиринти, е започнато от Уилард Смол (1900, 1901 в American Journal of Psychology). Статията на Робърт М. Йеркс в Journal of Philosophy, озаглавена „Психология на животните и критериите на психиката“ от 1905 г. повдига общия въпрос кога човек има право да приписва съзнание на даден организъм. През следващите няколко години Джон Бродус Уотсън (1878 – 1959) се появява като основен играч, публикувайки дисертацията си за връзката между неврологичното развитие и ученето при белия плъх (1907, Psychological Review Monograph Supplement; Carr & Watson, 1908, J. Comparative Neurology & Psychology). Друго важно изследване на плъхове е публикувано от Хенри Х. Доналдсън (1908, J. Comparative Neurology & Psychology). През 1909 г. се появява първият англоезичен разказ за изследванията на Иван Павлов за кондиционирането при кучета (Yerkes & Morgulis, 1909, Psychological Bulletin). Трети фактор е издигането на Уотсън до позиция със значителна власт в психологическата общност. През 1908 г. Джеймс Марк Болдуин предлага на Уотсън младша позиция в Института Джон Хопкинс, за да представлява отдела на Джон Хопкинс, Болдуин е редактор на влиятелните списания, Psychological Review и Psychological Bulletin. Само месеци след пристигането на Уотсън Болдуин е принуден да напусне професорската си длъжност поради скандал. Уотсън изведнъж бива назначен за ръководител на отдела и редактор на списанията на Болдуин. Той решава да използва тези мощни инструменти, за да революционизира психологията по образа на собственото си изследване. През 1913 г. той публикува в Psychological Review статията, която често е наричана „манифест“ на бихевиористкото движение, „Психологията, както я разглежда бихевиористът“. Там той твърди, че психологията „е чисто обективен експериментален клон на естествените науки“, „интроспекцията не представлява съществена част от нейните методи...“ и „Бихевиористът... не разпознава разделителна линия между човек и животно“. През следващата 1914 г. първият му учебник „Поведение“ излиза в печат. Въпреки че бихевиоризмът отнема известно време, за да бъде приет като всеобхватен подход (вж. Samelson, 1981), (в не малка част поради намесата на Първата световна война), до 20-те години на миналия век революцията на Уотсън е в ход. Основният принцип на ранния бихевиоризъм е, че психологията трябва да бъде наука за поведението, а не за ума, и отхвърля вътрешните психични състояния като вярвания, желания или цели. Самият Уотсън обаче е принуден да напусне Инст. Джон Хопкинс поради скандал през 1920 г. Въпреки че продължава да публикува през 20-те години на миналия век, той в крайна сметка преминава към кариера в рекламата (виж Coon, 1994).

## Второ френско поколение

### Женевска школа
През 1918 г. Жан Пиаже (1896 – 1980) се отказва от ранното си обучение по естествена история и започва постдокторска работа по психоанализа в Цюрих. През 1919 г. той се мести в Париж, за да работи в лабораторията Бине-Симон. Въпреки това Бине умира през 1911 г., а Симон живее и работи в Руан. Следователно неговото наблюдение идва (косвено) от Пиер Жане, старият съперник на Бине и професор в Колеж дьо Франс. Работата в Париж е сравнително проста: да използват статистическите техники, които бе научил като естествен историк, изучавайки мекотели, за да стандартизира теста за интелигентност на Сирил Бърт използвйки френски деца. И все пак без пряк надзор, той скоро намира лек за тази скучна работа: изследва защо децата правят грешките, които правят. Прилагайки ранното си обучение в психоаналитично интервюиране, Пиаже започва да се намесва директно с децата: „Защо направи това?“ (и т.н.) Именно от това за първи път се появяват идеите, формализирани в неговата теория на по-късен етап. През 1921 г. Пиаже се мести в Женева, за да работи с Едуард Клапаред в Института Русо. Те формират това, което сега е известно като Женевското училище. През 1936 г. Пиаже получава първата си почетна докторска степен от Харвард. През 1955 г. е основан Международният център за генетична епистемология: интердисциплинарно сътрудничество на теоретици и учени, посветено на изучаването на теми, свързани с теорията на Пиаже. През 1969 г. Пиаже получава наградата за „отличен научен принос“ от Американската психологическа асоциация.

## Когнитивизъм
Рецензията на Ноам Чомски (1957) на книгата на Скинър „Вербално поведение“ (която има за цел да обясни усвояването на език в бихевиористка рамка) се счита за едно от основните теоретични предизвикателства пред типа радикален (както в „коренния“) бихевиоризъм, който Скинър преподава. Чомски твърди, че езикът не може да се научи единствено от вида оперантно обуславяне, което Скинър постулира. Аргументът на Чомски е, че хората могат да създадат безкрайно разнообразие от изречения, уникални по структура и значение и че те не биха могли да бъдат генерирани единствено чрез опит с естествения език. Като алтернатива той заключи, че трябва да има вътрешни ментални структури – състояния на ума от вида, който бихевиоризмът отхвърля като илюзорни. Въпросът не е дали съществуват умствени дейности; това е дали могат да се докажат, че са причините за поведението. По същия начин работата на Алберт Бандура показа, че децата могат да се учат чрез социално наблюдение, без никаква промяна в явното поведение, и така трябва (според него) да бъдат отчетени чрез вътрешни репрезентации. Възходът на компютърните технологии също насърчава метафората на умствената функция като обработка на информация. Това, съчетано с научен подход за изучаване на ума, както и вяра във вътрешните психични състояния, доведе до възхода на когнитивизма като доминиращ модел на ума. Връзките между функциите на мозъка и нервната система също стават често срещани, отчасти поради експерименталната работа на хора като Чарлз Шерингтън и Доналд Хеб, и отчасти поради проучвания на хора с мозъчно увреждане (вижте когнитивната невропсихология). С развитието на технологиите за точно измерване на мозъчната функция, невропсихологията и когнитивната невронаука се превърнаха в едни от най-активните области в съвременната психология. С нарастващото участие на други дисциплини (като философия, компютърни науки и невронаука) в стремежа да се разбере умът, основната дисциплина на когнитивната наука е създадена като средство за насочване на тези усилия по конструктивен начин.

## Космолози
Древногръцките космолози се интересуват от общия въпрос: „Каква е природата на Вселената?“ Опитвайки се да му отговорят, те разработват начин за концептуализиране на своя предмет, който ще бъде изследван отново и отново в процеса на развитие на науката и на психологията.
- Талес (ок.640 – 546 пр.н.е.) е сред първите, които търсят обяснение на природата в рамките на самата природа, а не прибягват до външни средства като митологията. Той вярва, че водата е основният принцип на реалността и от нея възникват всички други неща.

- Демокрит (ок.460 – 362 пр.н.е.)представя по-съвършена космология. Основоположници на атомистическото учение са той и Левкип. Според него светът е изграден от множество малки неделими частици, наречени атоми (от гр. atomos – „неделим“), а най-малките и най-подвижните от тях са атомите на душата.

- Хераклит (ок.500 пр.н.е) е убеден, че огънят е основата на Вселената, но подчертава, че базисната характеристика на огъня е неговата непрестанно променяща се природа. Той е убеден, че няма здрави или стабилни елементи: единствената действителност е промяната.

Неудовлетворен от простото редуциране на елементите като средство за обяснение
- Анаксагор (ок.500 – 428 пр.н.е) смята, че за да се обясни Космосът, трябва да се разглеждат не само самите елементи, но и тяхното подреждане и модел.

- Питагор (ок.580 – 497 пр.н.е) твърди, че Вселената може най-добре да се обясни чрез числата и по този начин осигурява едно от най-ранните приложения на количествени методи в натрупване на познания за света.

## Философи
- Сократ (ок.469 – 399 пр.н.е). Чрез използването на умели въпроси (Сократовия метод) Сократ кара учениците си да поставят под съмнение най-основните си идеи и да използват разума, за да разкрият истината и противоречията.

- Платон (ок.427 – 347 пр.н.е). В трудовете му могат да се намерят многобройни идеи, които дълбоко са повлияли на развитието на философията. Платон формулира разграничението между психиката и тялото, разграничавайки идеите, разкривани чрез разума, и нещата, разкривани от сетивата.

- Аристотел (ок.384 – 322 пр.н.е). Някои смятат Аристотел за първия психолог, защото е първият, който разработва систематична психология и организира някои от трудовете си в трактати върху психологически въпроси. Трактата на Аристотел Da Anima (За душата) е първият системен трактат върху психологията. В него той обяснява възприятието, паметта, мисленето, сънищата и т.н. с динамиката на атомите.

### Епохата на възраждането – Ренесансът, и ученията за душата, 16 – 17 век
Механистическо – всички естествени процеси се определят на механическо равнище и се обясняват от законите на физиката, химията, математиката и др. Отрича съществуването на вътрешния свят.
Емпиризъм – знанието се придобива само и единствено чрез чувствения опит. Според основателя Джон Лок човек се ражда като „празна дъска“, върху която времето може да запише различни неща.

### Съвременната психология, 18 – 19 век
През 1879 г. Вилхелм Вунд създава първата в света психологична лаборатория в град Лайпциг, Германия. Основен метод на изследване е интроспекцията (самонаблюдение). Двама от българските ученици на Вунд създават първата в България лаборатория по психология в Софийския университет през 1904 г.

## Съвременната психология – теория и практика
- зоопсихология – изучава психиката на животните
- сравнителна психология – изучава връзката между развитието на психиката във филогенеза (процес на развитие на животинския свят) и антропогенеза (процес на възникване и развитие на човека).
- когнитивна психология – изучава процесите, чрез които човек получава и преработва информация за света
- психология на личността – изучава качествата на човека, които определят неговите постъпки и поведения
- социална психология – изучава човешките отношения в процеса на общуване
- генетическа психология – изучава наследвените механизми на психиката и поведението
- диференциална психология – изучава индивидуалните различия в психическите процеси и поведението на хората и причините за тяхното възникване и развитие
- възрастова психология – изследва промените в психиката и поведението на човека през различните възрастови периоди на неговия живот

Научните направления в рамките на психологията значително се увеличават през 19 век, както като количество, така и като разнообразие на творческите доктрини. В рамките на зоопсихологията се появява първата Нобелова награда за откриването на импринтинга. Започва процес на засилен интерес към езиково-говорните способности на животинския свят, както и старателно изследване на висшата нервна дейност при бозайниците и евентуалната ѝ прилика с човешката. Излизането на „Произходът на видовете“ на Чарлс Дарвин е начална фаза на конституиране на бихеворизма като течение в модерната психология. Философските проблеми на антропогенезата биват изместени от значително по-актуалния въпрос за произхода на психогенезата като контаминация между филогенетичните фактори на средата и онтогенетичните модели на индивидуалния фенотип. Търсенето на прилика между хората и животните остава на заден план, тъй като се изказват неопровержими доказателства за значително по-сложно устроената в еволюционен план нервна система на хората. От мрежовидна и ганглийна се преминава към централна и периферна нервна система, съхраняващи и експлоатиращи биологичните основи на психичната дейност. Разкриването на невроанатомичния субстрат на психиката води до повишен интерес към протичането на различните по характер и съдържание психични процеси, протичащи на фона на съзнателна преработка от мозъка. Откритията на Сантяго Рамон и Кахал, Чарлс Шерингтън, по-късно на Пол Брока и Карл Вернике допълват пъзела на енигматичните тайни, криещи се под воала на психичната конституция. Интердисциплинарният характер на психологията се доизгражда и от откритията на Фехнер в психофизиката, както и на тези на Хелмхолц и Брентано. Съзнанието започва да се разглежда ту като поток от съзнателни актове, ту като огромна пустееща бездна, в която са разположени силите на Ерос и Танатос. Инстинктивистките възгледи за психиката се продължават от направлението на хормическата психология на Макдугъл, а по-късно и от психоаналитичното течение на Зигмунд Фройд. Постепенно теоретичните парадигми за активността на психичния апарат започват да се обособяват като психотерапевтични системи и школи. Нуждата от качествено преодоляване на патопсихологичните феномени води до сериозни изследвания в областта на приложната психиатрия. Задълбочените медицински познания по картографията на психичното акумулират множество психотерапевтични техники, целящи да постигнат същността на латинската сентенция – „Medica mente, non medicamentis“ – лекувай разумно, без медикаменти. Постепенно се налагат предимствата на вербалната терапия пред недостатъците на класическата медикаментозна и електроконвулсивна терапия, чиито смисъл се състои в блокиране на съзнателния достъп на психично болния човек до неговата психика. Появяват се и груповите форми на трансакция с пациентите, които са предпочитани поради по-големия брой хора, на които може да се окаже помощ. Паралелно с това социалната психология обяснява явленията и феномените, които променят нагласите и убежденията на хората в социума. Асертивните умения, лидерството, конформизма постепенно намират място и в непосредственото обкръжение на човека и престават да се интерпретират като строго научни и крайно спекулативни факти. Механистичните възгледи на бихеворизма биват преразгледани и оспорвани в теченията в хуманистичната психология. Темата за мотивацията като централна тенденция в човешкото съществуване занимава научните трудове на Ейбрахам Маслоу. „Пирамидата на потребностите“ постепенно се видоизменя към търсене на смисъла на неогената невроза и екзистенциалния вакуум, който е заобиколил и доминира над съзнанието. Психотерапията и психологическото консултиране заменят теоеретичната пасивност на атомизма и натурфилософията с интензивна и болкоуспокояваща стратегия за неутрализация на натрупания негативен опит в онтогенезата чрез директно вмешателство и интервенция не без помощта на самия пациент. Диагностичните методи, базиращи се главно върху хетерохроността на възприятието дават възможност да се реабилитират някои набедени за ретроградни течения в науката – оперантен необихевеоризъм, антипсихиатрия, поведенческа психотерапия. Когнитивната терапия разчита да обясни културно, обективно и рационлно ирационалните и нереалистични схващания на пациентите, които успешно се интегрират в патогенната представа на пациента за самия него.

## Научни списания
В три „основни списания“, където се публикуват специализирани истории по психология:
- History of Psychology (journal)

- Journal of the History of the Behavioral Sciences

- History of the Human Sciences

Освен това са налични и голям брой „приятелски списания“, където историческите материали често могат да се намерят. Burman, J. T. (2018). "What Is History of Psychology? Network Analysis of Journal Citation Reports, 2009-2015".
SAGE Отвори. 8 (1): 215824401876300. doi:10.1177/2158244018763005.